# Mil silencios (álbum)
Mil Silencios es el primer álbum larga duración del grupo argentino de rock Taura. El disco fue grabado durante el año 2004 y editado en primera instancia por el sello de metal Días de Garage Records en 2005. Un año después, el disco fue reeditado por el sello Giboon Records. Mil Silencios obtuvo muy buenas críticas de parte de los medios independientes en Argentina y sirvió de plataforma para que Taura se hiciera conocido en el ámbito local e internacional.
Mil Silencios cuenta con un sonido abrasivo, frontal, reminiscente a bandas más roqueras como Kyuss y Queens of the Stone Age pero en un formato mucho más corto y concreto. Aun así, canciones como Aconcagua, Il Vulcano y Acantilada demuestran la fuerte personalidad y versatilidad de la banda.

## Lista de canciones
| N.º | Título          | Duración |  |
| 1.  | «Miramar»       | 2:57     |  |
| 2.  | «Correcaminos»  | 2:26     |  |
| 3.  | «Acantilada»    | 3:41     |  |
| 4.  | «Il Vulcano»    | 3:01     |  |
| 5.  | «Soportar»      | 3:20     |  |
| 6.  | «Halo de Luz»   | 4:05     |  |
| 7.  | «Jenízaro»      | 3:15     |  |
| 8.  | «Aconcagua»     | 2:40     |  |
| 9.  | «Mi Refugio»    | 4:00     |  |
| 10. | «Cualquier Día» | 3:38     |  |
| 11. | «Mil Silencios» | 3:53     |  |
| 12. | «Bajamar»       | 1:15     |  |
| 13. | «Pleamar»       | 3:20     |  |

## Videoclips
- Jenízaro
- Aconcagua
- Acantilada

## Músicos
- Santiago García Ferro: Guitarra.
- Gabriel "Chaimon" Raimondo: Voz.
- Leonardo Della Bitta: Bajo.
- Alejo García Guraieb: Batería.

## Otros datos
- Mezcla: Santiago García Ferro
- Mastering: Mario Breuer.
- Producción Artística: Santiago García Ferro & Ismael Naim.
- Arte y Diseño de Tapa: Giboon.
- Fotos: Giboon.